# Campionato mondiale di Formula 1 1969

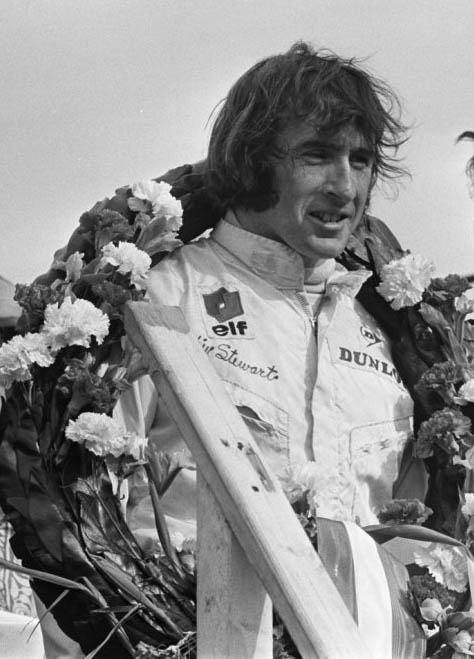
Jackie Stewart vince il primo dei suoi tre titoli mondiali.

Il campionato mondiale di Formula 1 1969 organizzato dalla FIA è stato, nella storia della categoria, il 20° ad assegnare il campionato piloti e il 12° ad assegnare il campionato costruttori. È iniziato il 1º marzo e terminato il 3 novembre dopo 11 gare. Il titolo dei piloti andò a Jackie Stewart, mentre la Matra si aggiudicò il titolo costruttori.

## Calendario
Il numero delle gare viene decrementato di uno rispetto a quello della stagione precedente con la rimozione del Gran Premio del Belgio. Alcune modifiche riguardano i circuiti su cui vengono corsi i gran premi:
- il Gran Premio di Spagna, corsosi nelle due stagioni precedenti al Circuito permanente del Jarama, si trasferisce al Circuito del Montjuïc di Barcellona;
- il Gran Premio di Francia abbandona definitivamente il Circuito di Rouen-Les Essarts per trasferirsi al Circuito di Clermont-Ferrand;
- il Gran Premio del Canada torna al Mosport Park, circuito dove si correva dal 1961, dopo un'annata in cui si è corso al Circuito di Mont-Tremblant.

| Gara | Nome ufficiale del gran premio  | Circuito                     | Sede              | Data         | Ora Locale | Diretta TV          |
| ---- | ------------------------------- | ---------------------------- | ----------------- | ------------ | ---------- | ------------------- |
| 1    | South African Grand Prix        | Circuito di Kyalami          | Midrand           | 1º marzo     | 13:00      | Non trasmesso       |
| 2    | Gran Premio de España           | Circuito del Montjuïc        | Barcellona        | 4 maggio     |            | Non trasmesso       |
| 3    | Grand Prix Automobile de Monaco | Circuito di Monte Carlo      | Monaco            | 18 maggio    | 15:00      | Programma Nazionale |
| 4    | Grote Prijs van Nederland       | Circuito di Zandvoort        | Zandvoort         | 21 giugno    | 14:45      | Non trasmesso       |
| 5    | Grand Prix de France            | Circuito di Clermont-Ferrand | Clermont-Ferrand  | 6 luglio     | 15:00      | Non trasmesso       |
| 6    | RAC British Grand Prix          | Circuito di Silverstone      | Silverstone       | 19 luglio    | 16:00      | Programma Nazionale |
| 7    | Großer Preis von Deutschland    | Nürburgring                  | Nürburg           | 3 agosto     | 16:00      | Programma Nazionale |
| 8    | Gran Premio d'Italia            | Autodromo nazionale di Monza | Monza             | 7 settembre  | 15:00      | Programma Nazionale |
| 9    | Player's Grand Prix du Canada   | Mosport Park                 | Bowmanville       | 20 settembre |            | Non trasmesso       |
| 10   | Grand Prix of the United States | Watkins Glen International   | Watkins Glen      | 5 ottobre    |            | Non trasmesso       |
| 11   | Gran Premio de Mexico           | Autodromo Hermanos Rodríguez | Città del Messico | 19 ottobre   |            | Non trasmesso       |

## Scuderie e piloti
I seguenti team e piloti parteciparono al campionato mondiale di Formula 1 nella stagione 1969:
| Nome del Team                                         | Costruttore    | Modello        | Motore                      | Gomme | Piloti                                                             |
| ----------------------------------------------------- | -------------- | -------------- | --------------------------- | ----- | ------------------------------------------------------------------ |
| Gold Leaf Team Lotus                                  | Lotus          | 49 49B 63      | Ford-Cosworth DFV           | F     | Graham Hill Jochen Rindt Mario Andretti John Miles Richard Attwood |
| Rob Walker J.Durlacher Racing Team                    | Lotus          | 49B            | Ford-Cosworth DFV           | F     | Jo Siffert                                                         |
| Pete Lovely Volkswagen Inc.                           | Lotus          | 49B            | Ford-Cosworth DFV           | F     | Pete Lovely                                                        |
| Joackim Bonnier Racing Team                           | Lotus          | 63 49B         | Ford-Cosworth DFV           | F     | Jo Bonnier                                                         |
| Team Gunston                                          | Lotus Brabham  | 49B BT24       | Ford-Cosworth DFV Repco 740 | D F   | John Love Sam Tingle                                               |
| Motor Racing Developments                             | Brabham        | BT26 BT26A     | Ford-Cosworth DFV           | G     | Jack Brabham Jacky Ickx Dan Gurney                                 |
| Jack Holme                                            | Brabham        | BT20           | Repco 740                   | D     | Peter de Klerk                                                     |
| Paul Seitz                                            | Brabham        | BT23B          | Climax FPF                  | D     | John Cordts                                                        |
| Silvio Moser RT                                       | Brabham        | BT24           | Ford-Cosworth DFV           | G     | Silvio Moser                                                       |
| F.Williams Racing Cars                                | Brabham        | BT23C BT26A    | Ford-Cosworth DFV           | D     | Piers Courage                                                      |
| Bruce McLaren Motor Racing                            | McLaren        | M7A M7C M9A    | Ford-Cosworth DFV           | G     | Denny Hulme Derek Bell Bruce McLaren                               |
| Team Lawston                                          | McLaren        | M7A            | Ford-Cosworth DFV           | D     | Basil van Rooyen                                                   |
| Scuderia Ferrari SEFAC SpA North American Racing Team | Ferrari        | 312            | Ferrari 255C                | F     | Chris Amon Pedro Rodríguez Ernesto Brambilla                       |
| Matra International                                   | Matra          | MS10 MS80 MS84 | Ford-Cosworth DFV           | D     | Jackie Stewart Jean-Pierre Beltoise Johnny Servoz-Gavin            |
| Owen Racing Organisation                              | BRM            | P138 P133 P139 | BRM P142                    | D     | John Surtees Jackie Oliver George Eaton Bill Brack                 |
| Reg Parnell Racing                                    | BRM            | P126           | BRM P142                    | G     | Pedro Rodríguez                                                    |
| Falken Racing                                         | Cooper         | T86B           | Maserati                    | D     | Tony Lanfranchi                                                    |
| Antiques Automobiles                                  | Cooper McLaren | T86B M7A       | Maserati Ford-Cosworth DFV  | G     | Vic Elford                                                         |
| John Maryon                                           | Eagle          | TF1            | Climax FPF                  | G     | Al Pease                                                           |

I seguenti team e piloti parteciparono al campionato mondiale di Formula 1 al Gran Premio di Germania con vetture di Formula 2:
| Nome del Team              | Costruttore | Modello | Motore            | Gomme | Piloti                                     |
| -------------------------- | ----------- | ------- | ----------------- | ----- | ------------------------------------------ |
| Roy Winckelmann Racing     | Lotus       | 59B     | Ford-Cosworth DFV | F     | Hans Herrmann Rolf Stommelen               |
| Bayerische Motoren Werk AG | BMW         | 269     | BMW M12/1         | D     | Hubert Hahne Gerhard Mitter Dieter Quester |
| Matra International        | Matra       | MS7     | Ford-Cosworth DFV | D     | Henri Pescarolo Johnny Servoz-Gavin        |
| Tecno Racing Team          | Tecno       | TF69    | Ford-Cosworth DFV | D     | François Cevert                            |
| Squadra Tartaruga          | Brabham     | BT23C   | Ford-Cosworth DFV | F     | Xavier Perrot                              |
| Ahrens Racing Team         | Brabham     | BT30    | Ford-Cosworth DFV | F     | Kurt Ahrens                                |
| F.I.R.S.T.                 | Brabham     | BT30    | Ford-Cosworth DFV | F     | Peter Westbury                             |
| F.Williams Racing Cars     | Brabham     | BT30    | Ford-Cosworth DFV | D     | Richard Attwood                            |

## Riassunto della stagione
Jackie Stewart vinse facilmente il campionato con la nuova Matra MS80, a cui erano stati apportati notevoli miglioramenti correggendo le debolezze della precedente Matra MS10. Il titolo vinto da Stewart segnò la prima vittoria di un telaio francese e l'unica per un telaio costruito interamente in Francia. Fu un risultato sorprendente per un team che aveva fatto il suo esordio in Formula 1 soltanto l'anno precedente.
Jacky Ickx con la Brabham ottenne degli ottimi risultati nella seconda parte della stagione, vincendo in Germania e in Canada e concludendo la stagione al secondo posto con 37 punti. Dopo diversi incidenti si palesò l'instabilità di alettoni anteriori e posteriori influenzando anche le relative sospensioni, molti incidenti, anche seri, furono causati dal distacco parziale o totale dell'alettone posteriore, per cui i grandi e malsicuri alettoni posteriori furono inizialmente vietati del tutto, salvo poi essere reintrodotti nel corso della stagione ma con dimensioni estremamente ridotte e, soprattutto, diversamente da inizio stagione, saldamente attaccati al telaio in posizione fissa.
Il 1969 vide anche una breve ricomparsa dell'interesse per le quattro ruote motrici in seguito ad alcune gare sul bagnato dell'anno precedente. Johnny Servoz-Gavin con la Matra MS84 divenne il primo e unico pilota ad essere andato a punti con una vettura dotata di quattro ruote motrici arrivando sesto (G.P. del Canada, Mosport Park). Le gomme larghe e l'aerodinamica in breve tempo mostrarono però di garantire una maggiore aderenza e la tecnologia fu in gran parte abbandonata, anche se la Lotus continuò a sperimentare per alcuni anni ancora. Bruce McLaren descrisse come la manovrabilità della sua M9 fosse simile a cercare di firmare un autografo mentre qualcuno gli stesse muovendo il gomito; la Cosworth trovò che la manovrabilità dell'auto andava aumentando quanto più si spostava la trazione sulle ruote posteriori.

## Risultati

### Risultati dei Gran Premi
| N° | Gran Premio                   | Data         | Circuito          | Pole position  | Giro più veloce      | Pilota vincitore | Costruttore  | Resoconto |
| -- | ----------------------------- | ------------ | ----------------- | -------------- | -------------------- | ---------------- | ------------ | --------- |
| 1  | Gran Premio del Sudafrica     | 1º marzo     | Kyalami           | Jack Brabham   | Jackie Stewart       | Jackie Stewart   | Matra-Ford   | Resoconto |
| 2  | Gran Premio di Spagna         | 4 maggio     | Montjuïc          | Jochen Rindt   | Jochen Rindt         | Jackie Stewart   | Matra-Ford   | Resoconto |
| 3  | Gran Premio di Monaco         | 18 maggio    | Montecarlo        | Jackie Stewart | Jackie Stewart       | Graham Hill      | Lotus-Ford   | Resoconto |
| 4  | Gran Premio d'Olanda          | 21 giugno    | Zandvoort         | Jochen Rindt   | Jackie Stewart       | Jackie Stewart   | Matra-Ford   | Resoconto |
| 5  | Gran Premio di Francia        | 6 luglio     | Clermont-F.       | Jackie Stewart | Jackie Stewart       | Jackie Stewart   | Matra-Ford   | Resoconto |
| 6  | Gran Premio di Gran Bretagna  | 19 luglio    | Silverstone       | Jochen Rindt   | Jackie Stewart       | Jackie Stewart   | Matra-Ford   | Resoconto |
| 7  | Gran Premio di Germania       | 3 agosto     | Nürburgring       | Jacky Ickx     | Jacky Ickx           | Jacky Ickx       | Brabham-Ford | Resoconto |
| 8  | Gran Premio d'Italia          | 7 settembre  | Monza             | Jochen Rindt   | Jean-Pierre Beltoise | Jackie Stewart   | Matra-Ford   | Resoconto |
| 9  | Gran Premio del Canada        | 20 settembre | Mosport Park      | Jacky Ickx     | Jacky Ickx           | Jacky Ickx       | Brabham-Ford | Resoconto |
| 10 | Gran Premio degli Stati Uniti | 5 ottobre    | Watkins Glen      | Jochen Rindt   | Jochen Rindt         | Jochen Rindt     | Lotus-Ford   | Resoconto |
| 11 | Gran Premio del Messico       | 19 ottobre   | Città del Messico | Jack Brabham   | Jacky Ickx           | Denny Hulme      | McLaren-Ford | Resoconto |

## Classifiche

### Classifica Piloti
| Pos. | Pilota                     |     |     |     |     |     |     |     |     |     |     |     | Punti |
| ---- | -------------------------- | --- | --- | --- | --- | --- | --- | --- | --- | --- | --- | --- | ----- |
| 1    | Jackie Stewart             | 1   | 1   | Rit | 1   | 1   | 1   | 2   | 1   | Rit | Rit | 4   | 63    |
| 2    | Jacky Ickx                 | Rit | 6   | Rit | 5   | 3   | 2   | 1   | 10* | 1   | Rit | 2   | 37    |
| 3    | Bruce McLaren              | 5   | 2   | 5   | Rit | 4   | 3   | 3   | 4   | 5   | Rit | NP  | 26    |
| 4    | Jochen Rindt               | Rit | Rit |     | Rit | Rit | 4   | Rit | 2   | 3   | 1   | Rit | 22    |
| 5    | Jean-Pierre Beltoise       | 6   | 3   | Rit | 8   | 2   | 9   | 12* | 3   | 4   | Rit | 5   | 21    |
| 6    | Denny Hulme                | 3   | 4   | 6   | 4   | 8   | Rit | Rit | 7   | Rit | Rit | 1   | 20    |
| 7    | Graham Hill                | 2   | Rit | 1   | 7   | 6   | 7   | 4   | 9*  | Rit | Rit |     | 19    |
| 8    | Piers Courage              |     | Rit | 2   | Rit | Rit | 5   | Rit | 5   | Rit | 2   | 10  | 16    |
| 9    | Jo Siffert                 | 4   | Rit | 3   | 2   | 9   | 8   | 11* | 8*  | Rit | Rit | Rit | 15    |
| 10   | Jack Brabham               | Rit | Rit | Rit | 6   |     |     |     | Rit | 2   | 4   | 3   | 14    |
| 11   | John Surtees               | Rit | 5   | Rit | 9   |     | Rit | NP  | NC  | Rit | 3   | Rit | 6     |
| 12   | Chris Amon                 | Rit | Rit | Rit | 3   | Rit | Rit |     |     |     |     |     | 4     |
| 13   | Richard Attwood            |     |     | 4   |     |     |     |     |     |     |     |     | 3     |
| 14   | Vic Elford                 |     |     | 7   | 10  | 5   | 6   | Rit |     |     |     |     | 3     |
| 15   | Pedro Rodríguez de la Vega | Rit | Rit | Rit |     |     | Rit |     | 6   | Rit | 5   | 7   | 3     |
| 16   | Silvio Moser               |     |     | Rit | Rit | 7   |     |     | Rit | Rit | 6   | 11* | 1     |
| 17   | Jackie Oliver              | 7   | Rit | Rit | Rit |     | Rit | Rit | Rit | Rit | Rit | 6   | 1     |
| 18   | Johnny Servoz-Gavin        |     |     |     |     |     |     |     |     | 6   | NC  | 8   | 1     |
| -    | Sam Tingle                 | 8   |     |     |     |     |     |     |     |     |     |     | 0     |
| -    | Pete Lovely                |     |     |     |     |     |     |     |     |     | Rit | 9   | 0     |
| -    | John Miles                 |     |     |     |     | Rit | 10  |     | Rit | Rit |     | Rit | 0     |
| -    | Bill Brack                 |     |     |     |     |     |     |     |     | NC  |     |     | 0     |
| -    | Mario Andretti             | Rit |     |     |     |     |     | Rit |     |     | Rit |     | 0     |
| -    | Jo Bonnier                 |     |     |     |     |     | Rit | Rit |     |     |     |     | 0     |
| -    | George Eaton               |     |     |     |     |     |     |     |     |     | Rit | Rit | 0     |
| -    | Peter de Klerk             | NC  |     |     |     |     |     |     |     |     |     |     | 0     |
| -    | Basil van Rooyen           | Rit |     |     |     |     |     |     |     |     |     |     | 0     |
| -    | John Love                  | Rit |     |     |     |     |     |     |     |     |     |     | 0     |
| -    | Derek Bell                 |     |     |     |     |     | Rit |     |     |     |     |     | 0     |
| -    | John Cordts                |     |     |     |     |     |     |     |     | Rit |     |     | 0     |
| -    | Al Pease                   |     |     |     |     |     |     |     |     | SQ  |     |     | 0     |
| Pos. | Pilota                     |     |     |     |     |     |     |     |     |     |     |     | Punti |

| Legenda | 1º posto     | 2º posto | 3º posto    | A punti         | Senza punti/Non class.  | Grassetto – Pole position Corsivo – Giro più veloce |
| Legenda | Squalificato | Ritirato | Non partito | Non qualificato | Solo prove/Terzo pilota | Grassetto – Pole position Corsivo – Giro più veloce |

* Indica quei piloti che non hanno terminato la gara ma sono ugualmente classificati avendo coperto, come previsto dal regolamento, almeno il 90% della distanza totale.
† Le vetture di Formula 2 che occupano il quinto e sesto posto nel Gran Premio di Germania non segnano punti per la classifica mondiale. Tali punti sono assegnati ai piloti, con vetture di F1, giunti undicesimo e dodicesimo.

### Sistema di punteggio
Il regolamento del 1969 divideva il campionato in due blocchi da 6 e 5 corse rispettivamente: per ogni blocco ogni pilota doveva scartare un risultato.

### Classifica Costruttori
| Pos. | Costruttore     | Telaio          | Motore              | Punti   | Vittorie | Podi | Pole |
| ---- | --------------- | --------------- | ------------------- | ------- | -------- | ---- | ---- |
| 1    | Matra-Ford      | MS10 MS80 MS84  | Ford Cosworth DFV   | 66      | 6        | 10   | 2    |
| 2    | Brabham-Ford    | BT26A           | Ford Cosworth DFV   | 49 (51) | 2        | 9    | 4    |
| 3    | Lotus-Ford      | 49B 63          | Ford Cosworth DFV   | 47      | 2        | 7    | 5    |
| 4    | McLaren-Ford    | M7A M7B M7C M9A | Ford Cosworth DFV   | 38 (40) | 1        | 5    |      |
| 5    | BRM             | P133 P138 P139  | BRM P142            | 7       |          | 1    |      |
| 6    | Ferrari         | 312/69          | Ferrari 255C        | 7       |          | 1    |      |
| 7    | Cooper-Maserati | T86B            | Maserati Tipo 10/F1 |         |          |      |      |
| 8    | Brabham-Repco   | BT20 BT24       | Repco 740           |         |          |      |      |
| 9    | Brabham-Climax  | BT23B           | Climax FPF          |         |          |      |      |
| 10   | Eagle-Climax    | T1G             | Climax FPF          |         |          |      |      |

## Gare non valide per il mondiale
| N° | Data      | Gran Premio               | Circuito     | Pole position  | Giro più veloce | Pilota vincitore | Costruttore  | Resoconto |
| -- | --------- | ------------------------- | ------------ | -------------- | --------------- | ---------------- | ------------ | --------- |
| 1  | 16 marzo  | Race of Champions         | Brands Hatch | Graham Hill    | Jochen Rindt    | Jackie Stewart   | Matra-Ford   | Resoconto |
| 2  | 30 marzo  | BRDC International Trophy | Silverstone  | Jackie Stewart | Jochen Rindt    | Jack Brabham     | Brabham-Ford | Resoconto |
| 3  | 13 aprile | Gran Premio di Madrid     | Jarama       | Peter Gethin   | Peter Gethin    | Keith Holland    | Lola-Ford    | Resoconto |
| 4  | 16 agosto | International Gold Cup    | Oulton       | Jackie Stewart | Jackie Stewart  | Jacky Ickx       | Brabham-Ford | Resoconto |